# Sergi López
Sergi López, właśc. Sergi López i Ayats (ur. 22 grudnia 1965 w Vilanova i la Geltrú) – hiszpański aktor filmowy. Często gra antypatyczne charaktery w rodzaju obelżywych przyjaciół, nieczułych cwaniaków lub psychopatów.

## Życiorys

### Wczesne lata
Urodził się i wychowywał w Vilanova i la Geltrú, w nadmorskiej miejscowości w prowincji Barcelony, w Katalonii. W młodzieńczych latach w Hiszpanii zainteresował się komedią i cyrkiem, zanim przyłączył się do Internationale de Théâtre de Jacques Lecoq w Paryżu, gdzie nauczył się koncentracji i pracy z ciałem.

### Kariera
W 1992 reżyser Manuel Poirier poszukiwał aktora z hiszpańskim akcentem i zaangażował go do roli Antonio w melodramacie La Petite Amie d’Antonio, za którą był nominowany do nagrody im. Michela Simona. Za rolę Paco Cazale w filmie drogi Western (1997) López zdobył nominację do Cezara oraz do katalońskiej nagrody Butaca, a sam film otrzymał Nagrodę Jury na 50. MFF w Cannes.
Kreacja tytułowego Harry’ego w thrillerze Harry, twój prawdziwy przyjaciel (Harry, un ami qui vous veut du bien, 2001) przyniosła mu nagrody: Cezara i Europejskiej Nagrody Filmowej dla najlepszego aktora.
Występuje używając języka katalońskiego, hiszpańskiego, francuskiego, a nawet angielskiego. W komedii romantycznej Otwarte niebo (El Cielo abierto, 2001) zagrał postać psychiatry, który przeżywa trudny okres w życiu. Za postać Sneaky’ego, właściciela luksusowego londyńskiego hotelu, miejsca brudnych interesów takich jak handel narkotykami i prostytucja w thrillerze Stephena Frearsa Niewidoczni (Dirty Pretty Things, 2002) zdobył nominację do nagrody publiczności Felix. W dramacie fantasy Guillermo del Toro Labirynt fauna (El laberinto del fauno, 2006) wcielił się w postać sadystycznego kapitana Vidala, ojczyma Ofelii (Ivana Baquero).
W 2007 roku w teatrze w Paryżu i na prowincji wystąpił w jednoosobowym show Non Solum. W 2015 roku zagrał na deskach Pépinière Théâtre w sztuce 30/40 Livingstone.

## Życie prywatne
Ze związku z Biancą ma córkę Junę (ur. 1996) i syna Magi (ur. 1998). Po dwudziestu pięciu latach para rozstała się.

## Filmografia
| Rok  | Tytuł                                                                  | Rola                           | Reżyser                            |
| ---- | ---------------------------------------------------------------------- | ------------------------------ | ---------------------------------- |
| 1995 | ...à la campagne                                                       | Pablo                          | Manuel Poirier                     |
| 1997 | Pieszczoty (Carícies)                                                  | Mężczyzna                      | Ventura Pons                       |
| 1997 | Western                                                                | Paco Cazale                    | Manuel Poirier                     |
| 1999 | Nowa Ewa (La nouvelle Ève)                                             | Ben                            | Catherine Corsini                  |
| 1999 | Między nogami (Entre las piernas)                                      | Claudio                        | Manuel Gomez Pereira               |
| 1999 | Przygoda miłosna (Une liaison pornographique)                          | On                             | Frédéric Fonteyne                  |
| 1999 | Puste dni (Rien à faire)                                               | Luis                           | Marion Vernoux                     |
| 1999 | Lizbona (Lisboa)                                                       | João                           | Antonio Hernández                  |
| 2000 | Harry, twój prawdziwy przyjaciel (Harry, un ami qui vous veut du bien) | Harry                          | Dominik Moll                       |
| 2000 | Umrzeć (albo nie (Morir (o no))'                                       | zabójca                        | Ventura Pons                       |
| 2001 | Otwarte niebo (El Cielo abierto)                                       | Miguel                         | Miguel Albaladejo                  |
| 2001 | Jet Lag                                                                | Sergio                         | Danièle Thompson                   |
| 2001 | Mleko ludzkich uczuć (Le Lait de la tendresse humaine)                 | Sergio                         | Dominique Cabrera                  |
| 2001 | Szczęśliwy mężczyzna (Hombres felices)                                 | Ángel                          | Roberto Santiago                   |
| 2002 | Kobieta pierwszego dziecka (Les Femmes... ou les enfants d'abord...)   | Tom                            | Manuel Poirier                     |
| 2002 | Mężczyzna moich marzeń (Décalage horaire)                              | Sergio                         | Danièle Thompson                   |
| 2002 | Filles perdues, cheveux gras                                           | Philippe                       | Claude Duty                        |
| 2002 | Niewidoczni (Dirty Pretty Things)                                      | Sneaky / Juan                  | Stephen Frears                     |
| 2003 | Janis i John (Janis et John)                                           | Pablo Sterni                   | Samuel Benchetrit                  |
| 2003 | Czerwony rycerz (Rencontre avec le dragon)                             | Raoul de Ventadour             | Hélène Angel                       |
| 2003 | Un petit service (film krótkometrażowy)                                | Paco                           | Antoine Pereniguez                 |
| 2004 | Les mots bleus                                                         | Vincent                        | Alain Corneau                      |
| 2004 | Peindre ou faire l’amour                                               | Adam                           | Arnaud Larrieu, Jean-Marie Larrieu |
| 2006 | Labirynt fauna (El laberinto del fauno)                                | kapitan Vidal                  | Guillermo del Toro                 |
| 2007 | Parc                                                                   | Georges Clou                   | Arnaud des Pallières               |
| 2009 | Ricky                                                                  | Paco                           | François Ozon                      |
| 2009 | Happy End                                                              | Théo                           | Arnaud Larrieu, Jean-Marie Larrieu |
| 2009 | Odchodząc (Partir)                                                     | Ivan                           | Catherine Corsini                  |
| 2009 | La Régate                                                              | Sergi                          | Bernard Bellefroid                 |
| 2009 | Mapa dźwięków Tokio (Map of the Sounds of Tokyo)                       | David                          | Isabel Coixet                      |
| 2010 | Czarny chleb (Pa negre)                                                | major                          | Agustí Villaronga                  |
| 2010 | Żona doskonała (Potiche)                                               | hiszpański kierowca ciężarówki | François Ozon                      |
| 2011 | Le Moine                                                               | milczący mężczyzna             | Dominik Moll                       |
| 2012 | La Proie                                                               | Manuel Carrega                 | Éric Valette                       |
| 2012 | Sueño y silencio                                                       | Valenti                        | Jaime Rosales                      |
| 2012 | Tango libre                                                            | Fernand                        | Frédéric Fonteyne                  |
| 2013 | Michael Kohlhaas                                                       | Armless                        | Arnaud des Pallières               |
| 2014 | Le Beau Monde                                                          | Harold                         | Julie Lopes-Curval                 |
| 2014 | 9 mil (El Niño)                                                        | Vicente                        | Daniel Monzón                      |
| 2014 | Geronimo                                                               | ojciec Geronimo                | Tony Gatlif                        |
| 2015 | Un día perfecto                                                        | Goyo                           | Fernando León de Aranoa            |
| 2015 | 21 nuits avec Pattie                                                   | Manuel                         | Arnaud Larrieu, Jean-Marie Larrieu |
| 2015 | Segon origen                                                           | mężczyzna                      | Carles Porta, Bigas Luna           |
| 2015 | Les Rois du monde                                                      | Jeannot                        | Laurent Laffargue                  |
| 2018 | Szczęśliwy Lazzaro (Lazzaro felice)                                    | Ultimo                         | Alice Rohrwacher                   |